# Tanytarsus angustus
Tanytarsus angustus är en tvåvingeart som beskrevs av Freeman 1955. Tanytarsus angustus ingår i släktet Tanytarsus och familjen fjädermyggor. Inga underarter finns listade i Catalogue of Life.